# جواز سفر كوستاريكي
يصدر جواز سفر كوستاريكا لمواطني كوستاريكا للسفر خارج كوستاريكا. جواز السفر الكوستاريكي حاليا صالح لمدة 6 سنوات أما قبل عام 2006 فكانت صلاحية الجواز 10 سنوات. يصدر للأشخاص المولودين على الأراضي الكوستاريكية (وهم مواطنون افتراضيًا)، وأطفال المواطنين الكوستاريكيين المولودين في الخارج.
اعتبارًا من 11 يناير 2022 كان المواطنون الكوستاريكيون يتمتعون بإمكانية الدخول بدون تأشيرة أو تأشيرة عند الوصول إلى 150 دولة وإقليم، مما جعل جواز سفر كوستاريكا يحتل المرتبة 30 بشكل عام والأول بين دول أمريكا الوسطى من حيث حرية السفر وفقًا لمؤشر هينلي لجوازات السفر.
في عام 2017، أكدت حكومة كوستاريكا أن هناك خططًا لبدء إصدار جوازات السفر الإلكترونية بحلول عام 2020.

## روابط خارجية
- صور من جواز سفر كوستاريكا عام 1980 من www.passportland.com